# Cookham
Cookham ist ein Dorf und zugleich eine Gemeinde (Parish) im Nordosten von Berkshire in England. Es liegt an der Themse und befindet sich 4 km nördlich von Maidenhead an der Grenze zum Distrikt Buckinghamshire. Beim Census 2001 wurden 5519 Einwohner gezählt. Cookham war der Geburtsort des britischen Malers Stanley Spencer.
Zum Parish Cookham gehören auch die drei Dörfer Cookham Dean, Cookham Rise und Cookham Village.

## Söhne und Töchter der Stadt
- Stanley Spencer (1891–1959), Maler
- Andrew Gilbert-Scott (* 1958), Autorennfahrer
- Jessica Brown Findlay (* 1989), Schauspielerin
- Elsa Desmond (* 1997), Rennrodlerin